# CHAMP
CHAMP (CHAllenging Mini Satellite Payload) is een kleine Duitse wetenschappelijke satelliet, die van 2000 tot 2010 metingen verrichtte van het zwaartekrachtveld en het magnetisch veld van de aarde, en van atmosferische parameters (verdeling van waterdamp en temperatuur over de wereld).
De satelliet werd in juni 2000 gelanceerd door een KOSMOS-raket vanaf Kosmodroom Plesetsk in Rusland. Hij werd in een cirkelvormige baan op 452 kilometer hoogte gebracht die over beide polen liep, zodat de volledige oppervlakte van de aarde na een aantal omwentelingen overvlogen werd.
Het GeoForschungsZentrum Potsdam had de leiding van de missie. De satelliet had een voorziene levensduur van vijf jaar, maar bleef uiteindelijk tot 2010 in werking. Toen werd hij gecontroleerd in de dampkring teruggebracht waar hij verbrandde.

## Metingen
Om de verstoringen in de baan van de satelliet door variaties in het zwaartekrachtveld van de aarde te meten had CHAMP naast een GPS-ontvanger, een triaxiale accelerometer in het zwaartepunt van de satelliet aan boord. Metingen van atmosferische parameters gebeurden met GPS-radio-occultatie, een speciale vorm van radio-occultatie. Het GPS-signaal dat de satelliet ontving passeerde door de atmosfeer en werd daardoor gerefracteerd. De grootte van de refractie hangt af van de temperatuur en het waterdampgehalte in de atmosfeer.

## Vervolg
CHAMP was de eerste van een reeks gelijkaardige missies. Het succes van CHAMP leidde tot de lancering van twee gelijkaardige satellieten in 2002, met de gezamenlijke naam GRACE (Gravity Recovery And Climate Experiment). Deze volgden eenzelfde omloopbaan met een onderlinge afstand van ongeveer 220 km. De afstand tussen beide satellieten (die aan kleine fluctuaties onderhevig was door het zwaartekrachtveld van de aarde) werd tot op een honderdste van een millimeter gemeten. Daardoor konden veel fijnere variaties gemeten worden, zowel in ruimte als in tijd, van de aantrekkingskracht van de aarde. De ESA-missie SWARM (begonnen in 2013) bestond uit drie "CHAMP-achtige" satellieten in verschillende polaire omloopbanen, waarmee variaties in de tijd in het aardmagnetisch veld met tot dan toe ongekende nauwkeurigheid konden gemeten worden.